# Vettenoordse polders
De Vereenigde Groote en Kleine Vettenoordsche-, West- en Oost- en Zevenmanspolder was een waterschap in de gemeenten Vlaardingen en Vlaardingerambacht, in de Nederlandse provincie Zuid-Holland.
Het waterschap was in 1861 ontstaan door de samenvoeging van:
- de Groote Vettenoordsche polder
- de Kleine Vettenoordsche polder
- de West- en Oostpolder
- de Zevenmanspolder

Het waterschap was verantwoordelijk voor de waterhuishouding in de polders. Hoewel de polder bestuurlijk één geheel vormden, behielden ze ieder hun eigen financiële administratie.